# Ville-sur-Yron
Ville-sur-Yron és un municipi francès situat al departament de Meurthe i Mosel·la i a la regió del Gran Est. L'any 2007 tenia 287 habitants.

## Demografia

### Població
El 2007 la població de fet de Ville-sur-Yron era de 287 persones. Hi havia 112 famílies, de les quals 24 eren unipersonals (4 homes vivint sols i 20 dones vivint soles), 44 parelles sense fills, 32 parelles amb fills i 12 famílies monoparentals amb fills.
La població ha evolucionat segons el següent gràfic:
Habitants censats

### Habitatges
El 2007 hi havia 118 habitatges, 110 eren l'habitatge principal de la família, 2 eren segones residències i 6 estaven desocupats. 111 eren cases i 7 eren apartaments. Dels 110 habitatges principals, 95 estaven ocupats pels seus propietaris, 12 estaven llogats i ocupats pels llogaters i 3 estaven cedits a títol gratuït; 4 tenien dues cambres, 10 en tenien tres, 22 en tenien quatre i 74 en tenien cinc o més. 94 habitatges disposaven pel capbaix d'una plaça de pàrquing. A 46 habitatges hi havia un automòbil i a 49 n'hi havia dos o més.

### Piràmide de població
La piràmide de població per edats i sexe el 2009 era:
| Homes | Edats   | Dones |
| ----- | ------- | ----- |
| 0     | 95 o +  | 0     |
| 0     | 90 a 94 | 0     |
| 4     | 85 a 89 | 0     |
| 0     | 80 a 84 | 0     |
| 8     | 75 a 79 | 8     |
| 8     | 70 a 74 | 8     |
| 4     | 65 a 69 | 8     |
| 4     | 60 a 64 | 4     |
| 4     | 55 a 59 | 8     |
| 8     | 50 a 54 | 4     |
| 16    | 45 a 49 | 0     |
| 16    | 40 a 44 | 20    |
| 20    | 35 a 39 | 12    |
| 4     | 30 a 34 | 20    |
| 12    | 25 a 29 | 8     |
| 12    | 20 a 24 | 8     |
| 4     | 15 a 19 | 20    |
| 0     | 10 a 14 | 8     |
| 16    | 5 a 9   | 8     |
| 16    | 0 a 4   | 4     |

## Economia
El 2007 la població en edat de treballar era de 191 persones, 142 eren actives i 49 eren inactives. De les 142 persones actives 131 estaven ocupades (70 homes i 61 dones) i 10 estaven aturades (5 homes i 5 dones). De les 49 persones inactives 15 estaven jubilades, 19 estaven estudiant i 15 estaven classificades com a «altres inactius».

### Ingressos
El 2009 a Ville-sur-Yron hi havia 121 unitats fiscals que integraven 323 persones, la mediana anual d'ingressos fiscals per persona era de 18.158 €.

### Activitats econòmiques
Dels 10 establiments que hi havia el 2007, 2 eren d'empreses de construcció, 1 d'una empresa de comerç i reparació d'automòbils, 2 d'empreses de transport, 1 d'una empresa d'hostatgeria i restauració, 1 d'una empresa immobiliària, 1 d'una empresa de serveis i 2 d'empreses classificades com a «altres activitats de serveis».
Dels 3 establiments de servei als particulars que hi havia el 2009, 1 era un paleta, 1 fusteria i 1 restaurant.
L'any 2000 a Ville-sur-Yron hi havia 14 explotacions agrícoles que ocupaven un total de 1.048 hectàrees.

## Poblacions més properes
El següent diagrama mostra les poblacions més properes.